# Eurofins Scientific
Eurofins Scientific è un'azienda multinazionale operante nel settore medicale e dei laboratori di analisi.

## Storia
La Eurofins Scientific fu creata 1987 con quattro impiegati per commercializzare la tecnologia SNIF-NMR, sviluppata all'Università di Nantes. Il 24 ottobre 1997 è stata quotata alla borsa di Parigi con una IPO. La Eurofins Scientific è una multinazionale presente in 61 paesi nel mondo con più di 900 laboratori.